# Norton Challenge P86
De Norton Challenge P86 (ook wel: NVT Challenge P86) was een wegrace-motorfiets die door Norton-Villiers-Triumph werd ingezet in 1975 en 1976. De motor werd ontwikkeld door Cosworth. Na het faillissement van NVT werden de motorblokken en onderdelen verkocht en ontwikkelden privé-eigenaren de machines zelf door tot de Quantel-Cosworth, de Sutherland Norton Challenge P86 en de Sutherland-Harris Norton Challenge P86, die tot eind jaren tachtig werden ingezet in de Battle of the Twins-raceserie.

## Voorgeschiedenis

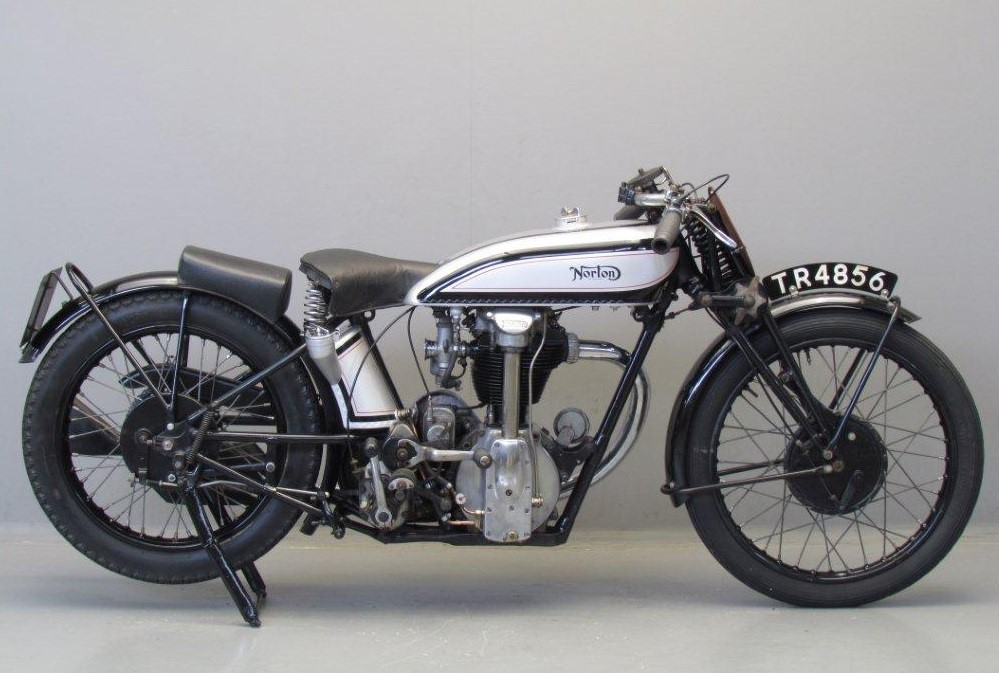
500cc-Norton CS1 uit 1928

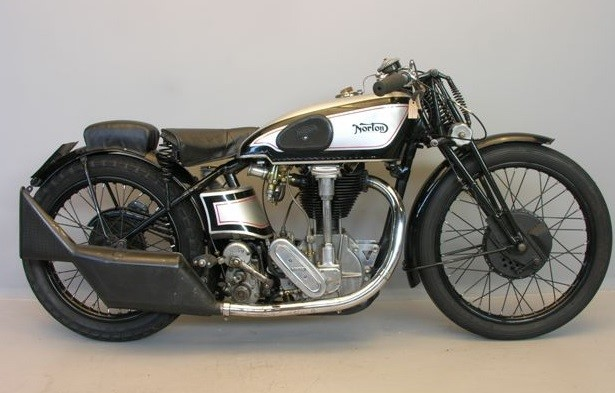
500cc-Norton International Model 30 uit 1934

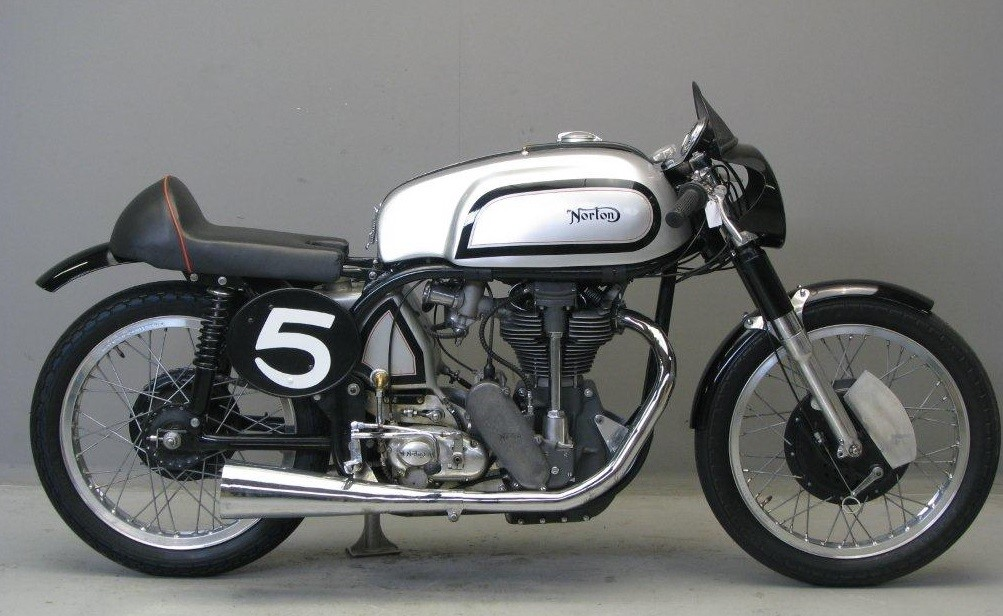
500cc-Norton 30M Manx uit 1952

Norton had in de jaren twintig, -dertig, -veertig en de eerste helft van de jaren vijftig een tamelijk imposante racehistorie gehad in het Europees kampioenschap, het wereldkampioenschap en de voor de Britten zo belangrijke Isle of Man TT. De succesvolle motorfietsen waren allemaal eencilinders, de Norton Model 18 racer, de Norton CS1 en Norton CJ1, de Norton Internationals en de Norton Manx's. Geoff Duke was in 1951 de laatste wereldkampioen met Norton, maar de Norton Manx bleef tot eind jaren zestig populair onder privérijders. De machine miste intussen vermogen, maar had als sterke troef het Featherbed frame, dat uitstekende stuurkwaliteiten had. 
Net als de belangrijkste Britse merken had Norton intussen paralleltwins ontwikkeld. Bert Hopwood ontwierp de 500cc-Norton Dominator paralleltwin, waaruit in 1960 de Norton Domiracer werd gedestileerd, zonder succes. Het project werd in 1961 stopgezet. De Dominator evolueerde in 1968 tot de 750cc-Norton Commando. 

### Production TT
Rond die tijd vonden er overal reglementswijzigingen plaats die in het voordeel waren van 750cc-racers. Om te beginnen stelde de Isle of Man TT in 1967 de Production 750 TT in. Dat was een poging van de Auto-Cycle Union om podia te creëren voor Britse motorfietsen, maar de Nortons werden meestal overschaduwd door de driecilinder Triumph Trident.

### Daytona 200
Ook belangrijk was de omslag die de American Motorcyclist Association (AMA) maakte. Zij had de Daytona 200 opengesteld voor 750cc-zijkleppers en 500cc-kopkleppers. Daarmee bevoordeelde haar reglement Harley-Davidson, dat nog 750cc-zijkleppers maakte maar overschaduwd zou worden door de 650cc-Triumph Bonneville, BSA A65 en de 750cc-Norton Commando. Toen de AMA samenwerking zocht met de Fédération Internationale de Motocyclisme werd ze gedwongen een eerlijker reglement op te stellen en dat opende deuren voor de Britse twins, maar ook voor de Japanners, die er de volgende jaren de volle winst uit zouden halen. 

### 750 cc Prijs van de FIM
In 1973 voerde de FIM de Prijs van de FIM in, die in 1977 werd omgedoopt tot het Wereldkampioenschap Formule 750. Ook in dit kampioenschap was geen succes weggelegd voor de Britse viertakten, die het moesten opnemen tegen de Suzuki TR 750 en zelfs het hoofd moesten buigen voor de lichte Yamaha TZ 350. Toen in 1975 de Yamaha TZ 750 verscheen kwamen er geen viertaktmotoren meer voor in de eindstand.

### Norton Commando 750 Production Racer

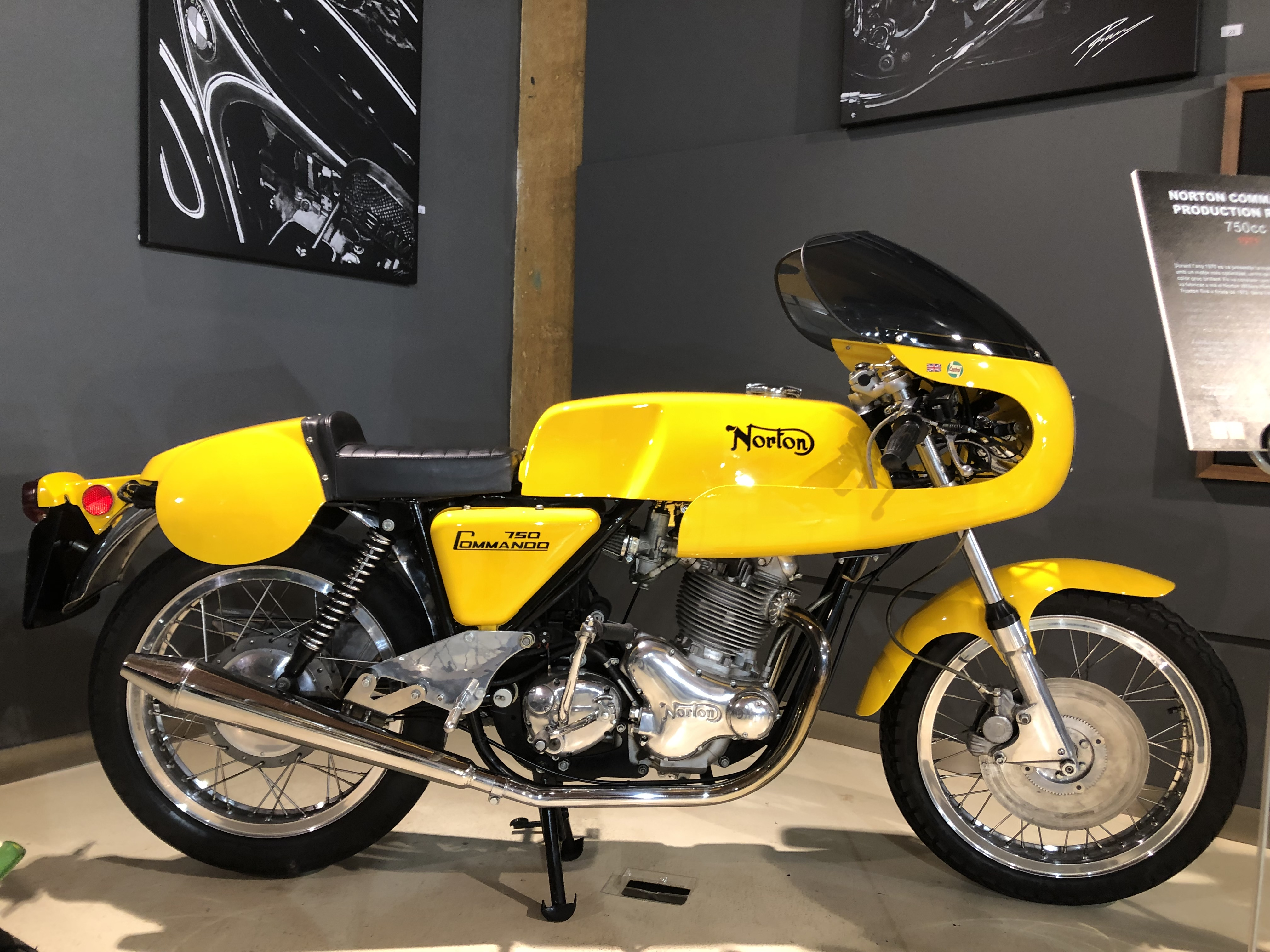
Norton Commando 750 Production Racer

Norton profiteerde dus niet van de ontwikkeling van de 750cc-races. Het bracht in 1971 de Commando 750 Production Racer uit, vooral omdat dealers vaak hun Commando 750 Fastbacks ombouwden om mee te racen. Maar de concurrerende BSA-groep bouwde intussen de driecilinders Triumph Trident en BSA A75 Rocket Three, die meer dan 80 pk leverden, terwijl de Norton maximaal 68 pk op de been bracht. Het Amerikaanse 750cc-concept werd door de FIM nog niet omarmd, maar door de Britse Auto-Cycle Union wel. Zij organiseerde naast de Production 750 TT ook de 500mijls-Thruxton 500 en samen met de AMA de Anglo-American Match Races, een serie van zes wedstrijden tussen Britten en Amerikanen. De concurrentie van BSA verdween in 1972, toen onder druk van de Britse regering de BSA-groep in handen kwam van Dennis Poore, de bestuursvoorzitter en eigenaar van Norton-Villiers, dat nu Norton-Villiers-Triumph ging heten. Poore haalde het merk BSA van de markt.

### John Player Norton

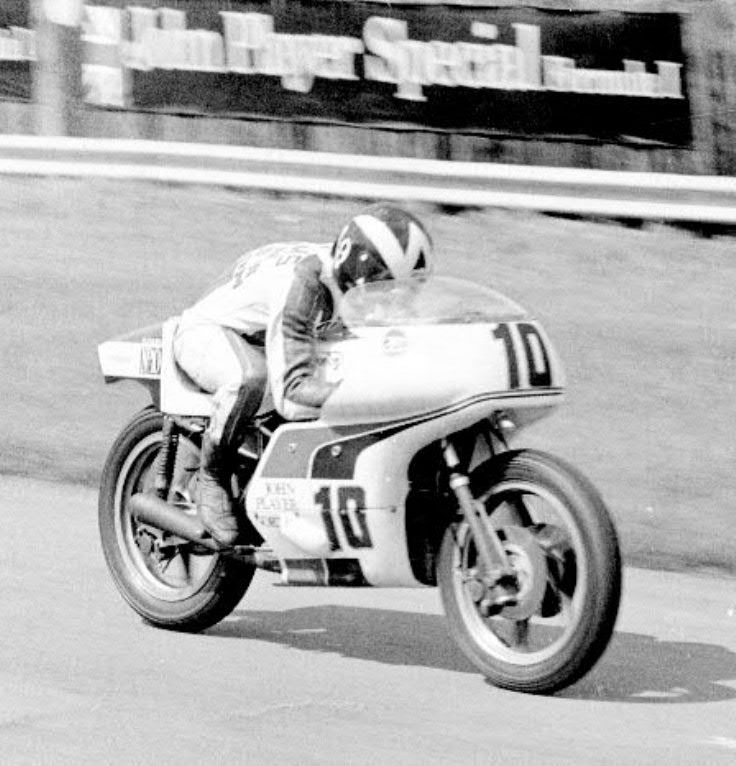
Peter Williams op zijn John Player Norton

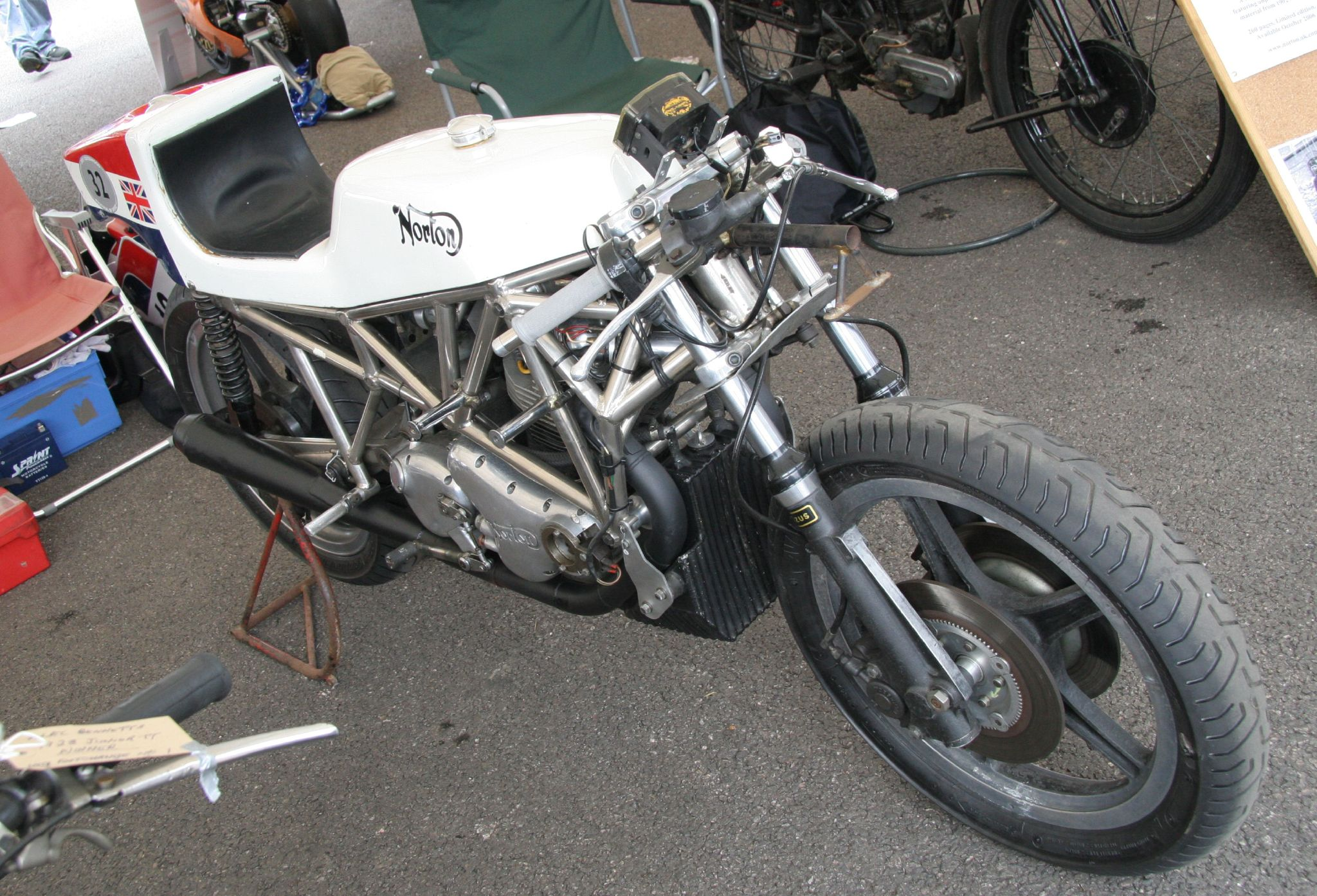
Laatste versie van de John Player Norton, met een modern spaceframe, maar goed zichtbaar nog het oude Norton-blok

In 1971 stelde Dennis Poore, eigenaar van Associated Motor Cycles waar Norton deel van uitmaakte, voormalig coureur Frank Perris aan als manager van de race-afdeling. Er moest een motorfiets worden ontwikkeld voor de Daytona 200, de Production TT en de Formula 750 TT. Perris gaf op zijn beurt coureur Peter Williams opdracht een nieuwe 750cc-productieracer te ontwikkelen. Voor Williams was het toen al duidelijk dat dit project weinig succes zou opleveren, maar dat het nodig was om Norton weer aan het racen te krijgen. Vanwege de homologatie-eisen moest deze machine wel dicht bij de normale productiemodellen blijven. Daardoor leek het blok nog steeds op dat van Hopwood's Dominator Model 7 uit 1949. De verplichte gietijzeren cilinders konden geen grote compressieverhouding aan. Erg veel vermogen kon de machine dan ook niet leveren. Tussen 1972 en 1974 evolueerde het van 69- naar 76 pk, veel te weinig om te concurreren met Triumph/BSA, de Honda CR 750 en later zelfs de lichte Yamaha TZ 350. Daarom werd veel aandacht besteed aan de luchtweerstand en het gewicht en werden er drie totaal verschillende frames toegepast. Eerst een verlaagde versie van het dubbele wiegframe van de Commando, daarna een dubbelwandig semi-monocoqueframe en uiteindelijk een spaceframe. Als sponsor zou sigarettenfabrikant John Player optreden, die zijn nieuwe sigaret Players No. 10 wilde promoten. De Norton won een aantal minder belangrijke internationale wedstrijden, maar nooit de Isle of Man TT of de Daytona 200. In het nieuwe Formule 750-kampioenschap bracht Norton haar niet aan de start. Een klein succes, dat nauwelijks tot de Britse klanten doordrong, was het Spaans 750cc-kampioenschap van Benjamín Grau van 1975. Toen was de John Player Norton al vervangen door de Challenge P86. Het John Player Norton-project was al in 1974 stopgezet. Toen was ook het sponsorcontract verlopen en dat werd niet verlengd. 

## 1973-1974: Norton Challenge P86
In 1973 verkeerde Norton-Villiers-Triumph al in grote financiële nood. Na de komst van de Honda CB 750 was inmiddels de Kawasaki Z 1 900 op de markt gekomen, terwijl Yamaha haar tweecilinders XS 650 en XS 750 en Suzuki haar tweetakt GT 750 al uitgebracht had. De XS 750 kende haar smeerproblemen, maar de andere modellen waren betrouwbaarder en sneller dan de Britse motorfietsen. Na het mislukken van het John Player Norton-project wilde Dennis Poore alsnog een 750cc-racer bouwen. Hij kon niet langer vertrouwen op de afgeleiden van de Norton Commando en evenmin op de BSA A75 Rocket 3 racer en de Triumph T150 Trident racer en hij had het geld niet om zelf iets nieuws te ontwikkelen. De Triumph/BSA leverde iets meer dan 80 pk, maar racesucces in de toekomst vereiste een blok dat rond de 100 pk kon leveren. De van de GT 750 afgeleide Suzuki TR 750 bracht bijna 120 pk op de been. 

### Motor
Poore besloot zich te richten op motoren van de Formule 1. Hij keek naar de de BRM V12 waarvan drie van de twaalf cilinders een 749,6cc-motor zouden opleveren en op Cosworth DFV V8, waarvan twee cilinders op 747,1 cc zouden komen. De naam Cosworth werd gevormd door Mike Costin en Keith Duckworth. Keith Duckworth nam de ontwikkeling op zich. De Cosworth DFV had vier kleppen per cilinder en dubbele bovenliggende nokkenassen en leverde ongeveer 400 tot 450 pk. Theoretisch zouden twee cilinders dus 100 à 110 pk opbrengen en Dennis Poore vroeg om slechts 100 pk voor de racer en 65 tot 75 pk voor een eventuele straatversie. Aanvankelijk voorzag Duckworth de John Player Norton alleen van een nieuw bovenblok (bovencarter, cilinderblok en cilinderkop), waarbij de losse Norton-versnellingsbak behouden bleef, maar al snel bouwde hij een heel nieuw blok met ingebouwde versnellingsbak. 

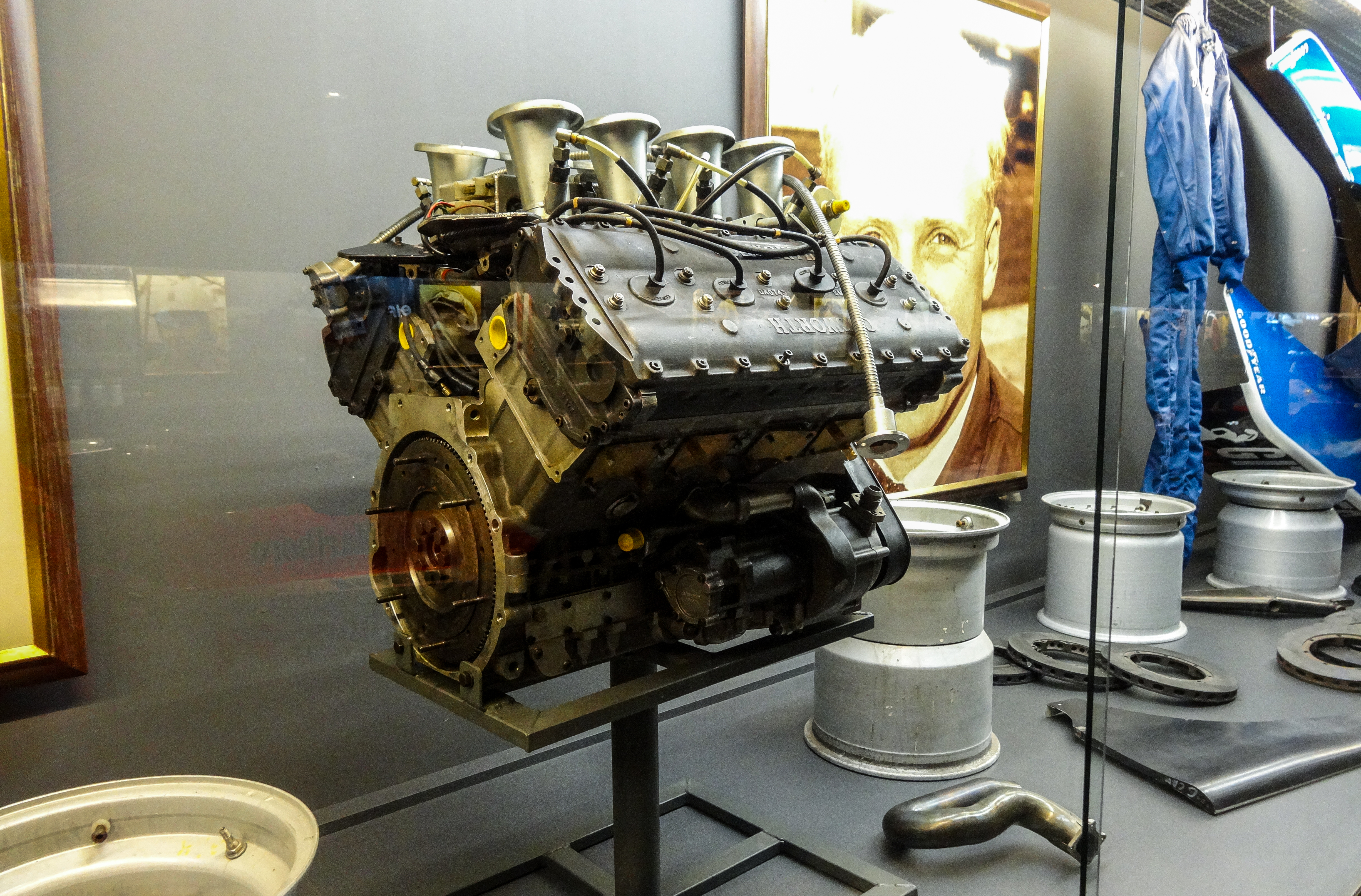
Ford Cosworth DFV V8

Norton bemoeide zich echter met de ontwikkeling. Zo eiste het dat de straatversie moest ademen door een enkele carburateur om aan de emissie-eisen te kunnen voldoen. Hoewel de Cosworth DFV was voorzien van brandstofinjectie, kreeg de raceversie van de Norton twee ouderwetse Amal-carburateurs. Dat vereiste weer een 360°-krukas, waardoor de motor weer grote trillingen zou veroorzaken. Dat probleem werd opgelost door twee achttien kilo zware balansassen en een zwaar vliegwiel. Dat moest volgens Britse traditie tussen de beide drijfstangen worden geplaatst, waar door een sterk centraal lager niet mogelijk was. Uiteindelijk woog het blok door al deze bemoeienis 88,5 kilogram. Door het grote traagheidsmoment kon het blok niet goed op het gas reageren. Op de testbank produceerde het blok met twee carburateurs slechts 90 pk, terwijl de machine door het gewicht van het motorblok veel zwaarder zou worden dan de Japanse concurrentie. Cosworth op haar beurt verbood Norton-monteurs om de motor te openen. Men had dus te maken met twee groepen technici die aan hetzelfde project werkten maar die geen informatie met elkaar deelden.

### Rijwielgedeelte
Er werd een speciale frameconstructie gebouwd, waarbij het motorblok het belangrijkste dragende deel was, met rudimentaire subframes voor de bevestiging van het balhoofd, de swingarm en het zitgedeelte. Voor zat een gebruikelijke telescoopvork. De machine woog 172 kg, waarvan 83 kg voor rekening van het motorblok kwam.

## 1975-1976: NVT Challenge P86
De Challenge P86 debuteerde als NVT Challenge P86 op Brands Hatch in 1975. In de eerste race op zaterdag werd ze bereden door Dave Croxford. Die kwam echter in de eerste ronde in een massale valpartij terecht. Croxford raakte geblesseerd en op zondag startte coureur/journalist Alex George ermee. Doordat de radiateur bij de val was gescheurd moest hij zijn race staken. Víctor Palomo testte de machine eind 1975 voor de Spaanse importeur, die ermee in de Formule 750 wilde starten. Daar had NVT echter de financiële middelen niet meer voor. Het had al sinds begin jaren zeventig nergens geld meer voor, vooral na het mislukte Combat motor-project voor de Norton Commando 750 Fastback Mk IV in 1972. Coureur Phil Read bood eind 1975 aan de ontwikkeling van de machine voort te zetten, maar toen hij inzag dat het nooit een winnende motorfiets zou worden zag hij daarvan af. In april 1976 werd de machine door Croxford ingezet in de Transatlantic Trophy, een serie van zes raceweekenden tussen Britse en Amerikaanse teams. In de eerste race op Brands Hatch ging het zo slecht dat de machine voor de rest van de serie werd teruggetrokken. In juni viel Croxford al in de eerste ronde van de Classic TT uit en korte tijd later ging NVT failliet.

## 1981-1984: Sutherland Norton Challenge P86
Na het faillissement van NVT werden twee van de vier machines naar de Verenigde Staten verkocht, de andere twee met een behoorlijk aantal onderdelen naar Duitsland. De Schot Ian Sutherland, een verzamelaar van Norton-racers, kocht in Duitsland twee motorblokken en genoeg onderdelen om een motorfiets te bouwen. Hij kocht zelfs de (voor Norton al veel te dure) acht liter Dodge transporter annex motorhome die speciaal voor de Challenges was aangeschaft. Sutherland huurde voormalig Norton race-ingenieur Norman White in om de machines op te bouwen, terwijl de motoren werden opgebouwd door ex-Cosworth-ingenieur Bob Osborne. Toen de Battle of the Twins ontstond zag Sutherland een kans de racers daar in te zetten, maar zijn onervaren coureurs konden geen indruk maken, ook niet in 750cc-races waar de Japanse tweetakten veel te sterk waren. Sutherland besloot desondanks de ontwikkeling van de Challenge op zich te nemen. Daarvoor verkocht hij zelfs een deel van zijn verzameling. Na twee mislukte races van de Schotse coureur Gordon Grigor in 1983 besloot Sutherland op advies van Bob Graves (zie Quantel-Cosworth) de boring te vergroten zodat de cilinderinhoud op 825 cc kwam. Verder opboren was niet mogelijk vanwege de koelmantel rond de cilinders. Ook kwam er eindelijk brandstofinjectie. Om het zwaartepunt omlaag te brengen werd de tank vervangen door twee tanks aan de zijkant van het blok. Daarvoor was wel een brandstofpomp nodig, die werd aangedreven vanaf de achterste balansas. Ook werden de radiateurs en de oliekoeler verplaatst. Dit alles had wel invloed op het vermogen. De carburateurversie leverde nog 95 pk, Sutherland's motor leverde 115,6 pk, met een kortere inlaatkelk zelfs 117 pk (dit waren de krukas-pk's, aan het achterwiel moet de machine ongeveer 95 pk geleverd hebben). Het gewicht bleef een probleem, niet van het rijwielgedeelte, dat bijna niet bestond, maar van het motorblok. Sutherland had het totaalgewicht teruggebracht van 172 kg tot 159 kg. Vooral de balansassen waren veel te zwaar. Ze wogen samen 36 kg. Sutherland hoopte het vermogen op 120 pk te brengen en het gewicht op 150 kg. In 1985 werd Rob Sewell als tweede coureur aangetrokken. 

## 1985: Sutherland-Harris Norton Challenge P86
Ian Sutherland kreeg bij de ontwikkeling van zijn Norton Challenge hulp van Bob Graves, die met de Quantel-Cosworth zijn eigen Challenge-project had en die nauw had samengewerkt met Mike Costin en Keith Duckworth, de oprichters van Cosworth. Op advies van Graves had Sutherland de motor al opgeboord tot 825 cc, maar zijn grote probleem bleef het hoge gewicht van de motor. Coureur Bob Sewell scoorde intussen goede resultaten in de Battle of the Twins met zijn John Player Norton uit 1974. Sutherland besloot om Sewell, die technisch goed onderlegd was, de vrije hand te geven om de Norton Challenge opnieuw op te bouwen. Sewell tekende in grote lijnen een nieuw rijwielgedeelte en bracht zijn tekeningen naar Steve Harris. Hij bouwde de framedelen die Sewell getekend had in staal. Dat was weliswaar zwaar, maar het betrof slechts kleine subframes die in elk geval stevig waren en niet veel bijdroegen aan het totaalgewicht nu het motorblok bijna 100 kg woog. De machine werd in 1984 al zonder succes ingezet in Scarborough en Brands Hatch, maar Sewell bleef de machine doorontwikkelen. In juni 1985 startte hij met de Cosworth in de Senior TT. Als enige coureur op een Britse motorfiets kreeg hij veel steun van het publiek, maar tijdens de tweede ronde viel hij uit door een gebroken koppelingskabel. Hij had wel een gemiddelde van 100 mph gereden. Een week later werd hij op Mallory Park nipt verslagen door Tony Rutter. 

## 1984-1988: Quantel-Cosworth
In 1980 besloot Keith Duckworth Cosworth te verkopen aan United Engineering Industries (UEI). De nieuwe directeur Bob Graves was een van de oprichters van Quantel, een bedrijf dat digitale productiemiddelen voor televisie-, film- en videoproducenten maakte. Graves deed ook aan Formule 3-racen, Air racing en motorraces. Graves werd door Duckworth door de Cosworth-fabriek geleid en zag daar een aantal Cosworth-tweecilinders liggen. Duckworth gaf hem toestemming twee van de blokken mee te nemen op voorwaarde dat hij voor de ontwikkeling van de motoren geen ondersteuning van Cosworth zou krijgen. Graves wilde de blokken gebruiken om een Battle of the Twins-racer te bouwen en vroeg oud Formule 1- en wegrace-kampioen John Surtees om hulp. Surtees trad op als technisch adviseur, teammanager en af en toe ook als tuner. 

### Exactweld en Ilmor Engineering
Voor de bouw van de subframes (de Norton Challenge had immers een dragend motorblok) benaderde Surtees de firma Exactweld. De eigenaars Guy Pearson en John Baldwin hadden al gewerkt aan de monocoque-chassis voor de Formule 1- en Formule 2-auto's van het Team Surtees. Exactweld had ook ervaring met het lassen van motorfietsframes; in 1984 werd Gary Noel Europees kampioen met een 250cc-Exactweld-Yamaha. Exactweld creëerde een driehoekig duraluminium-subframe voor de voorkant met het balhoofd geïntegreerd. Het geheel zat vastgeschroefd aan de achterkant van de cilinderkop. Achter bouwde men een eveneens driehoekig subframe met een monovering-swingarm met een White Power-schokdemper horizontaal lag en tussen de carburateurs aan het cilinderblok was afgesteund. De swingarm scharnierde in de versnellingsbak om een gelijkmatige kettingspanning te verkrijgen. 
Hoewel Duckworth toch steun aanbood bij de ontwikkeling van de motor, besloot Graves Ilmor Engineering in de arm te nemen. Ilmor bracht de cilinderinhoud op 825 cc door de boring te vergroten van 85,67 mm tot 90 mm. Verder opboren was niet mogelijk vanwege de koelmantel rond de cilinders. Ilmor wijzigde ook de krukas, de cilinderkop, de primaire aandrijving en de versnellingsbak. 

### Battle of the Twins
De motorfiets werd in het najaar van 1985 verder ontwikkeld in Britse clubmanraces en in 1986 ingezet in de AMA-Daytona-BOTT-race. De Australiër Gary Flood werd als monteur ingevlogen en de machine werd gereden door de Australiër Paul Lewis. De machine had intussen hoge compressie-zuigers die voor een compressieverhouding van 11,7:1 zorgden en twee Amal Mk2 Concentric-carburateurs met losse vlotterkamers en een Motoplat-elektronische ontsteking. Lewis eindigde als tweede achter de Ducati van Marco Lucchinelli. In 1987 had de Quantel-Cosworth eindelijk een Motec-elektronische brandstofinjectie, maar de Australiër Rob Phillis viel tijdens de BOTT-race in Daytona uit. In 1988 kreeg de machine een door Cosworth ontwikkelde mechanische brandstofinjectie. Graves vroeg Surtees om een geschikte Britse rijder te contracteren en dat werd Roger Marshall. Hij won in Daytona en later ook in Spa-Francorchamps en Assen. Hierna beëindigde Bob Graves het project, dat als doel had gehad races te winnen maar dat hem ook 100.000 pond van zijn eigen geld had gekost. 

## Norton Challenge P89 prototype
Tijdens de faillissementsverkoop werd een Challenge aangeboden met nog de oude pre unit-motor met een bordje "Norton P89". Zeer waarschijnlijk was dit een van de eerste prototypen met losse versnellingsbak die Keith Duckworth gebouwd had. De machine had nog veel onderdelen van de originele John Player Norton, zoals het frame, de tank en de wielophanging. Opmerkelijk was dat de primaire en de secundaire aandrijving aan de rechterkant zaten. Dat week niet alleen af van de Norton Commando en de John Player Norton, maar ook van de uiteindelijke Norton P86. Verder had de machine waterkoeling en een zeer afwijkende cilinderkop, mogelijk een eerste poging om een achtklepskop (4 kleppen per cilinder) te maken en daarnaast om te testen of een dergelijk blok in een frame te passen was en een eerste indicatie over de productiekosten te verkrijgen. Dat was waarschijnlijk ook de reden dat de machine slechts een enkele remschijf in het voorwiel en een enkele carburateur had. Die factoren speelden in dit stadium nog geen rol. 

## Technische gegevens
| Model                  | Norton Challenge P89                     | Norton Challenge P86                     | NVT Challenge P86                        | Sutherland Norton Challenge P86                       | Quantel-Cosworth | Sutherland-Harris Norton Challenge P86                                |
| ---------------------- | ---------------------------------------- | ---------------------------------------- | ---------------------------------------- | ----------------------------------------------------- | --- | --------------------------------------------------------------------- |
| Periode                | <1973                                    | 1974-1975                                | 1975-1976                                | 1981-1984                                             | 1984-1988 | 1985                                                                  |
| Categorie              | Prototype                                | Formule 750-wegracer                     | Formule 750-wegracer                     | BOTT-wegracer                                         | BOTT-wegracer | BOTT-wegracer                                                         |
| Motortype              | DOHC                                     | DOHC                                     | DOHC                                     | DOHC                                                  | DOHC | DOHC                                                                  |
| Bouwwijze              | Staande paralleltwin                     | Staande paralleltwin                     | Staande paralleltwin                     | Staande paralleltwin                                  | Staande paralleltwin | Staande paralleltwin                                                  |
| Koeling                | Water                                    | Water                                    | Water                                    | Water                                                 | Water | Water                                                                 |
| Boring                 | Onbekend                                 | 85,67 mm                                 | 85,67 mm                                 | 85,67 mm vanaf 1984: 90 mm                            | 90 mm | 90 mm                                                                 |
| Slag                   | Onbekend                                 | 64,8 mm                                  | 64,8 mm                                  | 64,8 mm                                               | 64,8 mm | 64,8 mm                                                               |
| Cilinderinhoud         | Onbekend                                 | 747,1 cc                                 | 747,1 cc                                 | 747,1 cc, vanaf 1984: 824,5 cc                        | 824,5 cc | 824,5 cc                                                              |
| Brandstofvoorziening   | Enkele SU-carburateur                    | 2 x Amal Mk 2 Concentric carburateurs    | 2 x Amal Mk 2 Concentric carburateurs    | Brandstofinjectie                                     | 2 Amal Mk 2 Concentric carburateurs, 1987: Motec elektronische brandstofinjectie, 1988: Cosworth mechanische brandstofinjectie | Brandstofinjectie                                                     |
| Ontsteking             | Onbekend                                 | Lucas RITA CDI                           | Lucas RITA CDI                           | Lucas RITA CDI                                        | Lucas RITA CDI, later Motoplat elektronische ontsteking                                                                        | CDI                                                                   |
| Smeersysteem           | Semi-wet-sump                            | Semi-wet-sump                            | Semi-wet-sump                            | Semi-wet-sump                                         | Semi-wet-sump | Semi-wet-sump                                                         |
| Compressieverhouding   | Onbekend                                 | Onbekend                                 | Onbekend                                 | Onbekend                                              | 11,7:1 | 11:1                                                                  |
| Max. Vermogen          | Onbekend                                 | 95 pk bij 9.750 tpm                      | 95 pk bij 9.750 tpm                      | 115,6 pk bij 10.100 tpm                               | 105 pk bij 10.500 tpm | 114 pk bij 10.750 tpm                                                 |
| Startmethode           | duwstart                                 | duwstart                                 | duwstart                                 | duwstart                                              | duwstart | duwstart                                                              |
| Topsnelheid            | Onbekend                                 | Onbekend                                 | Onbekend                                 | Onbekend                                              | Onbekend | Onbekend                                                              |
| Primaire aandrijving   | Ketting                                  | Ketting                                  | Ketting                                  | Ketting                                               | Ketting | Ketting                                                               |
| Koppeling              | Onbekend                                 | Onbekend                                 | Onbekend                                 | Onbekend                                              | Onbekend | Onbekend                                                              |
| Versnellingen          | 5 (Norton)                               | 5 (Cosworth)                             | 5 (Cosworth)                             | 5 (Cosworth)                                          | 5 (Cosworth) | 5 (Cosworth)                                                          |
| secundaire aandrijving | Ketting                                  | Ketting                                  | Ketting                                  | Ketting                                               | Ketting | Ketting                                                               |
| Rijwielgedeelte        | Dubbel wiegframe                         | Dragend motorblok met subframes          | Dragend motorblok met subframes          | Dragend motorblok met subframes                       | Dragend motorblok met subframes                                                                                                | Dragend motorblok met subframes                                       |
| Voorvork               | Telescoopvork                            | Telescoopvork                            | Telescoopvork                            | Spondon telescoopvork met mechanisch anti-duiksysteem | Telescoopvork | Forcella Italia-telescoopvork met Spondon mechanisch anti-duiksysteem |
| Achtervork             | swingarm met twee veer/dempingselementen | swingarm met twee veer/dempingselementen | swingarm met twee veer/dempingselementen | swingarm met twee veer/dempingselementen              | Cantilever monovering | Monovering                                                            |
| Voorrem                | Schijfrem                                | 2 schijfremmen                           | 2 schijfremmen                           | 2 schijfremmen                                        | 2 schijfremmen | 2 schijfremmen                                                        |
| Achterrem              | Schijfrem                                | Schijfrem                                | Schijfrem                                | Schijfrem                                             | Schijfrem | Schijfrem                                                             |
| Wielbasis              | Onbekend                                 | Onbekend                                 | Onbekend                                 | Onbekend                                              | Onbekend | 1.474 mm                                                              |
| Droog gewicht          | Onbekend                                 | 172 kg                                   | 172 kg                                   | 159 kg                                                | Onbekend | 178 kg                                                                |

## Startprobleem
Als startmethode werd duwstart aangegeven, maar dat had nogal wat voeten in de aarde omdat er zes liter dikke SAE 40-motorolie in omloop gebracht moest worden tot hij dun genoeg was om vrij te circuleren. Alan Cathcart beschrijft dat voor de Sutherland-Harris-Norton Challenge: De machine werd samen met een aangedreven autowiel op een rollerbank gezet. Als de snelheidsmeter van de auto 100 km/uur aangaf kon de motor worden gestart. Daarna werd de motor warmgedraaid. Als dat gebeurd was, kon de motor inderdaad worden aangeduwd, door drie man. 